# Olivian Surugiu
Olivian Laurențiu Surugiu (sinh ngày 28 tháng 2 năm 1990) là một cầu thủ bóng đá người România thi đấu ở vị trí tiền vệ cho Hermannstadt.